# رافائل ساموراگاشف
رافائل ساموراگاشف (ارمنی: Ռաֆաէլ Սամուրգաշև؛ زادهٔ ۲۸ ژوئیهٔ ۱۹۶۳ در روستوف-نا-دونو) کشتی‌گیر رشته کشتی فرنگی اهل ارمنستان شوروی است که در مجموع برندهٔ ۱ مدال برنز شده‌است. وی بردار وارترس سامورغاشف می‌باشد.